# Fritz Strobl
Pour les articles homonymes, voir Strobl (homonymie).
Fritz Strobl, né le 24 août 1972 à Lienz (Tyrol), est un skieur alpin autrichien, champion olympique de descente en 2002 à Salt Lake City. Spécialiste de descente et de super G, il compte neuf victoires en Coupe du monde et a également remporté la médaille d'argent du super G lors des Championnats du monde 2007.

## Biographie

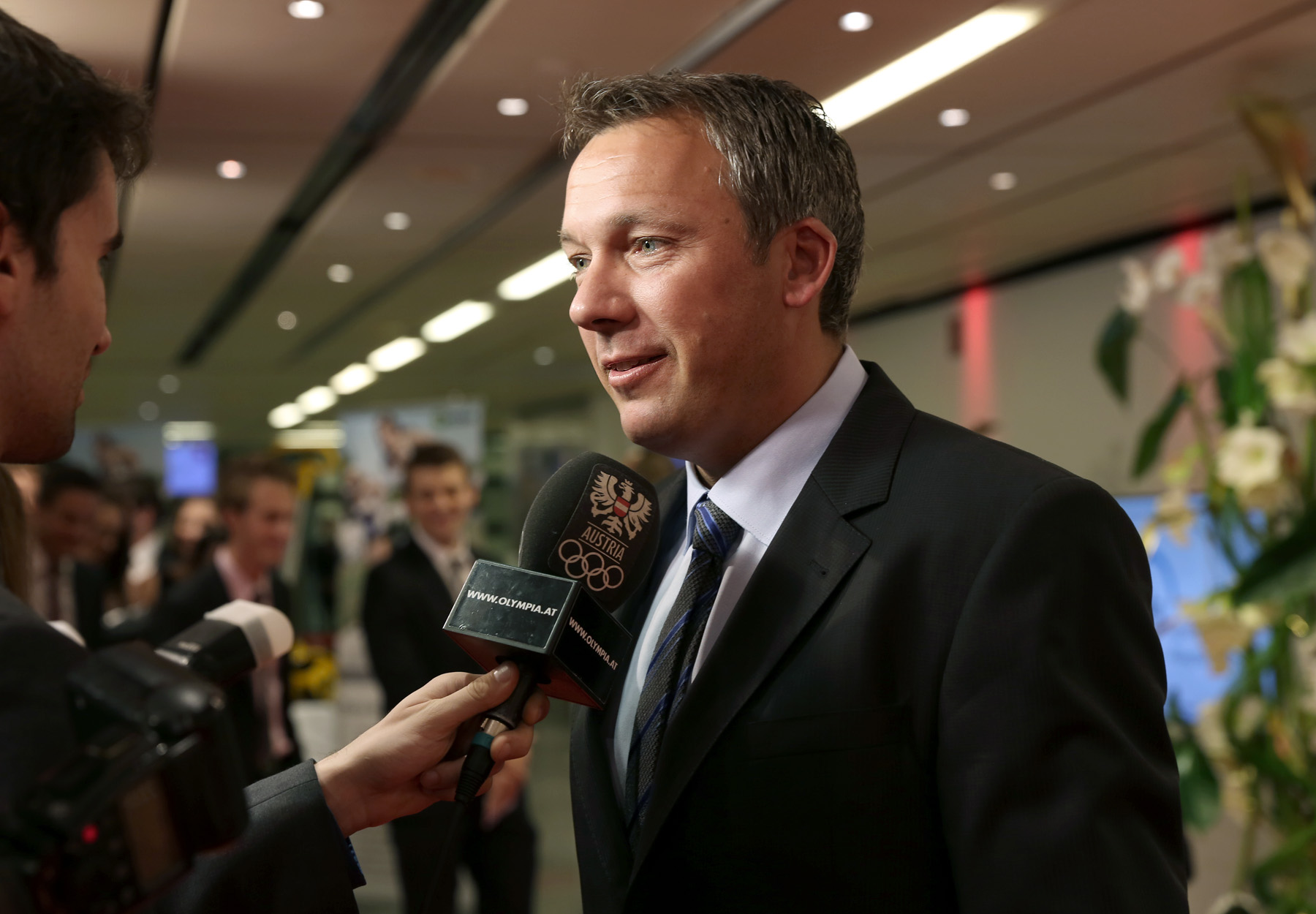
Fritz Strobl en 2013.

Fritz Strobl grandit à Gerlamoos dans la commune de Steinfeld, où ses parents ont une ferme. Il commence le ski à sept ans puis s'inscrit rapidement au club local, le SGSteinfeld. Il pense d'abord être un spécialiste du slalom mais il se concentre sur les disciplines de vitesse après sa deuxième place en descente lors des Championnats d'Autriche juniors. Après avoir terminé l'école de ski de Schladming, il commence une formation de gendarme qui lui laisse suffisamment de temps pour l'entraînement.
Strobl entre dans l'équipe nationale de ski alpin en 1990. Il participe à sa première épreuve de Coupe du monde le 5 janvier 1991 avec une 33e place lors de la descente de Garmisch-Partenkirchen (Allemagne). Trois mois plus tard, il tombe lourdement lors d'une course de la Coupe nord-américaine. Après sa récupération, il participe principalement à des courses FIS et à des courses de Coupe d'Europe. Il a des résultats mitigés en Coupe du monde. Il gagne cependant une place permanente en Coupe du monde après avoir remporté le classement du super G de la Coupe d'Europe 1995-1996.
Le 15 décembre 1996, Strobl surprend en remportant la première descente de la saison à in Val-d'Isère (France). Il gagne ensuite les descentes de Kitzbühel (Autriche) et de Vail (États-Unis) la même saison. Il termine quatrième de la descente des Championnats du monde 1997 à Sestrières (Italie). Il manque la médaille d'un centième de seconde. La saison 1997-1998 est plus difficile. Après des résultats mitigés en Coupe du monde, il termine au onzième rang de la descente olympique.
Strobl n'a pas des meilleurs résultats la saison suivante et manque la qualification pour les Championnats du monde 1999. Il a à nouveau du succès en 1999-2000 : il remporte pour la deuxième fois la descente de Kitzbühel et gagne son premier super G à Sankt Anton am Arlberg (Autriche). L'hiver suivant, il gagne la descente de Garmisch-Partenkirchen et termine sixième aux Championnats du monde 2001 à Sankt-Anton.
Après deux victoires en Coupe du monde, à Bormio en descente et à Garmisch-Partenkirchen en super G, Strobl fait partie des favoris des Jeux olympiques d'hiver de 2002 à Salt Lake City (États-Unis). Le 10 février 2002, il remporte la descente olympique devant le Norvégien Lasse Kjus et l'Autrichien Stephan Eberharter. Il termine quatrième du super G six jours plus tard. À la fin de la saison de Coupe du monde, il est cinquième du classement général et deuxième du classement de la descente. Il est ensuite dixième de la descente des  Championnats du monde 2003 à Saint-Moritz, en Suisse.
Après trois deuxièmes places en 2003-2004, Strobl est quatre fois troisième en Coupe du monde en 2004-2005. Il est quatrième de la descente des Championnats du monde 2005 à Bormio. Il gagne pour la dernière fois de sa carrière en Coupe du monde lors de la descente de Lake Louise (Canada). Trois autres podiums lui permettent d'atteindre le deuxième rang du classement de la discipline. Il est huitième de la descente des Jeux olympiques de Turin en 2006. Les Championnats du monde 2007 à Åre (Suède) sont la dernière grande compétition de sa carrière. Il remporte la médaille d'argent du super G et la médaille d'or de l'épreuve par équipes. Lors de sa dernière course de Coupe du monde, le 17 mars 2007 à Lenzerheide (Suisse), il descend la piste déguisé en Wolfgang Amadeus Mozart pour célébrer la fin de sa carrière.
Strobl travaille à la police fédérale autrichienne. La ministre de l'Intérieur Liese Prokop le nomme président de la police des enfants le 17 août 2006.

## Palmarès

### Jeux olympiques
| Épreuve / Édition      | Descente | Super-G |
| ---------------------- | -------- | ------- |
| JO 1998 Nagano         | 11e      | —       |
| JO 2002 Salt Lake City | Or       | 4e      |
| JO 2006 Turin          | 8e       | —       |

### Championnats du Monde
| Épreuve / Édition          | Descente | Super-G | Coupe des nations |
| -------------------------- | -------- | ------- | ----------------- |
| Mondiaux 1997 Sestrières   | 4e       | —       | —                 |
| Mondiaux 2001 Sankt Anton  | 6e       | —       | —                 |
| Mondiaux 2003 Saint-Moritz | 10e      | —       | —                 |
| Mondiaux 2005 Bormio       | 4e       | —       | —                 |
| Mondiaux 2007 Åre          | 22e      | Argent  | Or                |

### Coupe du monde
- Meilleur classement au Général : 5e en 2002.
- 9 victoires en course (7 en descente, 2 en Super G).
- 31 Podiums

#### Saison par saison
- Coupe du monde 1997 :
  - Descente : 3 victoires (Val d'Isère (France), Kitzbühel (Autriche) et Vail (États-Unis)).
- Coupe du monde 2000 :
  - Descente : 1 victoire (Kitzbühel (Autriche)).
  - Super G : 1 victoire (Sankt Anton (Autriche)).
- Coupe du monde 2001 :
  - Descente : 1 victoire (Garmisch-Partenkirchen (Allemagne)).
- Coupe du monde 2002 :
  - Descente : 1 victoire (Bormio (Italie)).
  - Super G : 1 victoire (Garmisch-Partenkirchen (Allemagne)).
- Coupe du monde 2006 :
  - Descente : 1 victoire (Lake Louise (Canada)).

### Arlberg-Kandahar
- Meilleur résultat : 66e place dans la descente 1994 à Chamonix